# 城北路街道 (邵阳市)
城北路街道，是中华人民共和国湖南省邵陽市大祥区下辖的一个乡镇级行政单位。

## 行政区划
城北路街道下辖以下地区：
向阳街社区、北正街社区、遥临巷社区、临津门社区、西外街社区和仙人井社区。